# The Town with No Name
A The Town with No Name, vagy Town with No Name, egy point-and-click western akció-kalandjáték, amelyet a Delta 4 fejlesztett ki 1992-ben a Commodore CDTV-re. 1993-ban jelent meg MS-DOS rendszerre.

## Játékmenet
A játékos irányítja a névtelen embert, aki leszáll a vonatról a névadó város állomásán. A városba érve gyorsan szembetalálkozik egy fegyveressel. Miután a No Name megöli a fegyverest, egy meg nem nevezett férfi cigarettával felfedi, hogy a fegyveres Evil Eb, a Hole-in-the-Head Gang vezetőjének legfiatalabb testvére volt, és utal arra, hogy az Eb a No Name után küldi a banditáit. A No Name ezután felfedezi a város egyes épületeit, akár a város lakóival interakcióba lépve, akár minijátékokkal, és párbajokkal a banda tagjaival, általában miután elhagyták az épületeket.
Miután megöl minden betyárt, kivéve Evil Eb-t, No Name szembeszáll Eb-vel, de csak lelövi a kalapját. Eb, miután meglepetésében elejtette a fegyverét, és beletörődik a vereségbe, megkéri a No Name-t, hogy ölje meg, hisz egy Billy-Bob nevű ember. No Name elmagyarázza, hogy ő nem Billy-Bob, és azért jött a városba, hogy találkozzon a húgával, mert azt hitte, hogy egy Dodge Gulch nevű városban van. Eb sorban elmondja neki, hogy Dodge Gulch valójában "20 mérfölddel lefelé" van attól a helytől, ahol vannak. A No Name megkíméli az Eb-t egymás félreértése miatt, és a végén a whisky miatt összebarátkoznak.
A játék egy másik befejezése érdekében a No Name bármikor elhagyhatja azt a vonatot, amely a városba vitte, mielőtt találkozna Willy McVee "Wildcard" banditával a szalonban. A vonat indulásakor egy kisfiú kiabál: "Gyere vissza, Shane!", ami arra készteti a No Name-t, hogy lője le a gyereket, és mondja meg neki, hogy a neve nem Shane, mielőtt a vonat elrepül a világűrbe.
A játékmenet két formára oszlik: 1) egy point-and-click formátum, több opciót tartalmazó menükkel, amelyeket a játékos választása alapján rövid animációs jelenetek követnek; 2) egy első személyű lövöldözős típusú interfész, ahol a játékosnak gyorsan célba kell lőnie, mielőtt a célpont visszalő, így a játék vereséggel zárul.

## Fejlesztés
A játék alapötletét Fergus McNeill találta ki, miután meglátta egy barátját, aki egy cowboycsizmát visel. "Az agyam a Spaghetti Western teljes műfaja felé fordult" - magyarázta. – Könyörgött, hogy csináljak vele valamit.

## Recepció
A játék többnyire negatív kritikai fogadtatásban részesült, beleértve a D+-t az Amiga Game Zone- tól,  az Amiga Formattól 35%-ot,  és a 10-ből 3 csillagot a PC Review- tól. Dave Winder, az Amiga Computing munkatársa pozitívabb volt, és kijelentette, hogy a játékot "cserbenhagyja, hogy hiányzik a valódi, tartós játékmenet, de az interaktív elemek, valamint az a tény, hogy rengeteg humor és sok rejtett szekvencia felemeli, hogy csak egy játék legyen. ." 